# Cabannina
La cabannina est une race bovine italienne.

## Origine
Elle est originaire de la partie ligure de la chaîne montagneuse de l'Apennin du Nord. Elle doit son nom au hameau de Cabanne dans la commune de Rezzoaglio.
La race date du début du XIXe siècle. Les effectifs ont atteint 40 000 animaux avant de subir la concurrence de la Brune (race bovine), plus productive. Le registre généalogique a été ouvert en 1985 sous l'égide du registre des races bovines autochtones et groupes ethniques à diffusion limitée ; à l'époque, la race comportait 162 animaux dont 100 vaches. Les efforts de préservation ont permis de maintenir et faire progresser les effectifs à 328 animaux dont 10 taureaux et 205 vaches en 2014. La semence de quatre mâles a été congelée en 2001. En 1982, le standard de race a été établi et le livre généalogique ouvert en 1985.

## Morphologie
Elle porte une robe brune avec un trait plus clair le long de la ligne dorsale. 
C'est une race de petite taille. La vache mesure 118 cm pour 350 kg et le taureau 125 cm pour 400 kg.

## Aptitudes
C'est une race mixte à tendance laitière. Elle donne 2 000 kgde lait sur une durée de lactation de 230 jours, avec une proportion de matière grasse de 3,5 %. Il est utilisé pour l'élaboration de sarazzu, un fromage frais proche de la ricotta, de formaggetta, affiné quinze jours ou de u cubanin, affiné au moins quarante jours.
Elle est rustique dans un milieu peu propice : pâturage en sous-bois montagneux. Dans cet environnement, elle est la seule race économiquement rentable.

## Sources